# Eddie Marshall
Edwin "Eddie" Marshall (Springfield (Massachusetts), 13 de abril de 1938 – 7 de septiembre de 2011) fue un batería de jazz estadounidense.

## Biografía
Marshall tocó con su padre en grupos de swing y de R&B mientras él iba al instituto. Se trasladó a Nueva York en 1956, desarrollando su etilo bajo la influencia de Max Roach y Art Blakey. Dos años después, tocó en un cuarteto de Charlie Mariano con Toshiko Akiyoshi. Después de su servicio molitar, volvió a tocar otra vez con Akiyoshi en 1965. Trabajó con Mike Nock durante un año en el nightclub neoyorkino The Dom, a la vez que trabajó con Stan Getz y Sam Rivers y acompañó a Dionne Warwick en sus giras.
En 1967 fue miembro del grupo The Fourth Way, un grupo de fusión de jazz donde también tocaron Michael White y Ron McClure. Este grupo hizo giras por la zona de San Francisco durante la década de los 70 para después tocar con Jon Hendricks y The Pointer Sisters.
Marshall fue miembro del grupo Almanac con Bennie Maupin (flauta, saxofón tenor), Cecil McBee (bajo) y Mike Nock (piano). Grabaron un álbum en 1977. En la década de los 80, trabajó en el proyecto Bebop & Beyond, que hizo discos de tributos a Dizzy Gillespie y Thelonious Monk.
Marshall se sometió a una cirugía cardióloga en 1984, dejando de lado temporalmente su carrera, pero continuó actuando en grabador. Dio clases en la San Francisco School of the Arts, y rabó un álbum en 1999. Marshall moriría de un ataque al corazón el 7 de septiembre de 2011. 

## Discografía
Como líder
- Dance of the Sun (Timeless Muse, 1977)
- Holy Mischief (1999)

Como miembro de banda
Con Toshiko Akiyoshi
- Long Yellow Road (Asahi Sonorama, 1961)
- Toshiko Mariano Quartet (Candid, 1961)

Con Kenny Burrell
- Sky Street (Fantasy, 1975)

Con John Handy
- Where Go the Boats (Warner Bros., 1978)

Con Eddie Harris
- Sounds Incredible (Angelaco, 1980)
- Exploration (Chiaroscuro, 1983)

Con Bobby Hutcherson
- Waiting (Blue Note, 1976)
- The View from the Inside (Blue Note, 1976)
- Highway One (Columbia, 1978)
- Conception: The Gift of Love (Columbia, 1979)
- Ambos Mundos (Landmark, 1989)

Con Ahmad Jamal
- Genetic Walk (20th Century, 1975)

With John Klemmer
- Waterfalls (Impulse!, 1972)
- Magic and Movement (Impulse!, 1974)

Con Art Pepper
- San Francisco Samba (Contemporary, 1977 [1997])

Con Archie Shepp
- California Meeting: Live on Broadway (Soul Note, 1985)

Con Sonny Simmons
- Manhattan Egos (Arhoolie, 1969 / 2000)

Con Paul Contos Group
- Points Unknown (Park Ave Records, 1984)